# 马尔科西纳多
马尔科西纳多，是西班牙埃斯特雷马杜拉巴达霍斯省的一个市镇。总面积26平方公里，总人口539人（2001年），人口密度21人/平方公里。